# Jefimija Kriwoszejewa
Jefimija Pietrowna Kriwoszejewa (ros. Ефимия Петровна Кривошеева; ur. 1 czerwca?/13 czerwca 1867 w Tarasowce, zm. 24 czerwca 1936 w Sarańsku) – erzjańska pisarka i baśniarka ludowa.

## Życiorys
Urodziła się w erzjańskiej rodzinie chłopskiej. Nie posiadała wykształcenia, wykonywała zarobkowo ciężkie prace fizyczne. W młodości układała piosenki, w późniejszych latach stała się znawczynią i wykonawczynią folkloru. Jej utwory były zapisywane przez jej syna Ilię Pietrowicza od 1922 roku. Stała się bardziej rozpoznawalna po opublikowaniu jej utworu Лайшема Кировдо (trl. Lajšema Kirovdo; pol. Lament nad Kirowem) w dzienniku „Prawda”. Ostatnie lata życia spędziła w mieszkaniu jej syna w Sarańsku. Upamiętniono ją tablicą na tymże domu w 2014 roku (ul. Mokszanskaja 14). Rękopisy jej prac pióra jej syna oraz literatura przedmiotu są przechowywane w Centralnym Archiwum Państwowym Republiki Mordowii. W 150. rocznicę jej urodzin – w 2017 roku w sarańskim Muzeum A. I. Poleżajewa zaprezentowano wystawę pt. Голос матери (pol. Głos matki), poświęconą jej osobie.

## Twórczość
Jest znanych ponad 50 utworów Jefimiji Kriwoszejewej. Wydano je w zbiorach:
- Авань вайгель trl. Avanʹ vajgelʹ (pol. Głos matki, 1950)[1]
- Тынь кунсолодо, тиринь тякам монь trl. Tynʹ kunsolodo, tirinʹ tâkam monʹ (pol. Posłuchajcie, moje dzieci, 1968)[1]